# Achatodes metaleuca
Achatodes metaleuca är en fjärilsart som beskrevs av Dyar 1912. Achatodes metaleuca ingår i släktet Achatodes och familjen nattflyn. Inga underarter finns listade i Catalogue of Life.